# レミ・カベッラ
レミ・カベッラ（Rémy Cabella, 1990年3月8日 - ）は、フランス・アジャクシオ出身のサッカー選手。ポジションはMF。LOSCリール所属。
レミ・カベラと表記されることもある。

## 生い立ち
1990年3月8日、カベッラはイタリア人の父とコルシカ人の母との間にコルシカ島のアジャクシオで生を受ける。14歳の時、地元のクラブであるガゼレク・アジャクシオのユースチームに入団し、U-19のチームに所属時は、U-19のクラブとして全国優勝を果たしている。

## クラブ経歴

### モンペリエ
2004年にモンペリエHSCの下部組織に入団した。2009年7月には3年間のプロ契約を結ぶ。しかし、9月の練習中に右ひざの前十字靭帯断裂を経験し、このシーズンを棒に振ることとなった。

#### 2010-2011（レンタル）
怪我完治後の2010-11シーズンは、ACアルル=アヴィニョンへ1年間のレンタルへ出された。

#### 復帰後
2012年1月、カベッラは2016年までの契約延長を行なった。その二カ月後の3月20日、モンペリエはクラブ史上初の快挙となるリーグ・アン制覇を果たした。
2014年5月、カベッラは今夏にクラブを退団することを公表した。

### ニューカッスル・ユナイテッド
2014年7月13日、イングランド・プレミアリーグのニューカッスル・ユナイテッドへと移籍した。契約期間は6年の長期契約となった。移籍金は約11億円とみられる。リーグデビュー戦は開幕節のマンチェスター・シティ戦。彼自身はフル出場したものの、得点を挙げられず、チームも0-2と敗戦している。

### マルセイユ

#### 2015-2016（レンタル）
2015年8月19日、フロリアン・トヴァンと入れ替わる形でリーグ・アンのオリンピック・マルセイユにレンタルした。

#### 2016-2017
ニューカッスルサイドは、本人の意思を尊重し、レンタルを完全移籍へと変更した。このシーズンは主力として活躍した。

### サンテティエンヌ

#### 2017-2018（レンタル）
2017年8月31日、1シーズンのみの期間でASサンテティエンヌへと加入した。9月10日のアンジェSCO戦でサンテティエンヌデビューと初ゴールを記録したが、この試合は1-1と引分けに終わった。

#### 2018-2019
2018年8月16日、レンタル移籍から完全移籍へと変わった。

### クラスノダール

#### 2019-2020
2019年7月26日、FCクラスノダールへ移籍することでクラブ間合意が発表された。メディカルチェックを経て正式に移籍が成立する。

#### 2021-2022
2022年ロシアのウクライナ侵攻を受け、2022年3月に契約は解除された。

### モンペリエ（第2期）
2022年4月6日、古巣モンペリエに8年ぶりに復帰。リーグ戦5試合に出場した。

### リール
2022年7月10日、LOSCリールと1年契約を結んだ。

### 代表
フランス代表としてU-21代表でプレーした。2014年6月7日、バイエルン・ミュンヘンに所属するフランス代表のエース・フランク・リベリーとオリンピック・リヨンに所属するクレマン・グルニエが負傷した事で、2014 FIFAワールドカップのフランス代表にサウサンプトンに所属するモルガン・シュネデルランと共に追加招集された。

## 代表歴

### 出場大会
- フランス代表
  - 2014 FIFAワールドカップ

### 試合数
- 国際Aマッチ 4試合 0得点（2014年）[15]

| フランス代表 | 国際Aマッチ | 国際Aマッチ |
| 年           | 出場        | 得点        |
| ------------ | ----------- | ----------- |
| 2014         | 4           | 0           |
| 通算         | 4           | 0           |

## タイトル
クラブ
モンペリエHSC
- リーグ・アン (1): 2011–12